# 隧道股份
上海隧道工程股份有限公司，（英語：Shanghai Tunnel Engineering Co.,Ltd.，上交所：600820，简称：隧道股份），是總部位於中国上海的隧道工程企业。在1958年，當時成立前身「上海市地下铁道筹建处」和「越江隧道研究所」。1965年，上述兩家合併前身為「上海市隧道工程公司」，1993年改制时设立控股的上海隧道工程股份有限公司。現時母公司為上海城建（集团）公司。
該公司業務在中國內地和全球經營隧道及地下工程施工，包括越江公路隧道和轨道交通越江段，此外，還經營基建公司、投资公司、第一市政、场道公司、第一管线、第二管线、地下院及燃气院業務（也就是由2012年6月底，該公司以63.6億元人民幣，向母公司、國盛集團和盛太投资，收購上述公司股權）。
董事長為張熖。該股份在1994年1月28日於上海證券交易所上市。發行定價當時為3.4元人民幣。

## 連結
- stec.net（页面存档备份，存于）